# كونار بوالني
كونار بوالني (الاسم العلمي:Connarus poilanei) هو نوع من النباتات يتبع جنس الكونار من الفصيلة الكونارية.